# Кімберлі (округ Фаєтт, Західна Вірджинія)
Кімберлі (англ. Kimberly) — переписна місцевість (CDP) в США, в окрузі Фаєтт штату Західна Вірджинія. Населення — 213 особи (2020).

## Географія
Кімберлі розташоване за координатами 38°8′27″ пн. ш. 81°17′48″ зх. д. / 38.14083° пн. ш. 81.29667° зх. д. (38.140775, -81.296668).  За даними Бюро перепису населення США в 2010 році переписна місцевість мала площу 2,31 км², уся площа — суходіл.

## Демографія
Згідно з переписом 2010 року, у переписній місцевості мешкало 287 осіб у 123 домогосподарствах у складі 82 родин. Густота населення становила 124 особи/км².  Було 136 помешкань (59/км²).
Расовий склад населення:
| - 90,6 % — білих - 5,2 % — чорних або афроамериканців - 1,4 % — азіатів - 0,3 % — корінних американців |

До двох чи більше рас належало 2,1 %. Частка іспаномовних становила 1,0 % від усіх жителів.
За віковим діапазоном населення розподілялося таким чином: 19,2 % — особи молодші 18 років, 65,8 % — особи у віці 18—64 років, 15,0 % — особи у віці 65 років та старші. Медіана віку мешканця становила 44,1 року. На 100 осіб жіночої статі у переписній місцевості припадало 87,6 чоловіків;  на 100 жінок у віці від 18 років та старших — 82,7 чоловіків також старших 18 років.
За межею бідності перебувало 3,4 % осіб, у тому числі 0,0 % дітей у віці до 18 років та 0,0 % осіб у віці 65 років та старших.
Цивільне працевлаштоване населення становило 96 осіб. Основні галузі зайнятості: сільське господарство, лісництво, риболовля — 42,7 %, освіта, охорона здоров'я та соціальна допомога — 34,4 %, публічна адміністрація — 8,3 %.